# Hydroides homoceros
Hydroides homoceros är en ringmaskart som beskrevs av Pixell 1913. Hydroides homoceros ingår i släktet Hydroides och familjen Serpulidae. Inga underarter finns listade i Catalogue of Life.